# Cactus laniferus
Cactus laniferus là một loài thực vật có hoa trong họ Cactaceae. Loài này được (J.M. Coult.) Kuntze mô tả khoa học đầu tiên năm 1891.